# Jacky Le Bihan
Pour les articles homonymes, voir Le Bihan.
Jacky Le Bihan, né le 10 juillet 1947 à Wasigny (Ardennes), est un footballeur français. 
Il a évolué comme milieu de terrain au CS Sedan Ardennes dans les années 70.
Au total, il a disputé 150 matchs en Division 1 et 104 matchs en Division 2.

## Carrière

### Joueur
- 1967-1970 :  RC Paris-Sedan
- 1970-1976 :  CS Sedan-Ardennes
- 1976-1977 :  USG Boulogne[1]
- 1977-1981 :  Rethel SF

### Entraîneur
- 1977-1981 :  Rethel SF
- 1987-1994 :  CS Sedan-Ardennes (entraîneur des jeunes)
- 1994-1996 :  CS Sedan-Ardennes (entraîneur-adjoint)
- 1996-1997 :  CS Sedan-Ardennes rés.
- 1997-2013 :  Rethel SF
- 2013-2014 :  AS Prix-lès-Mézières
- 2014- :  CS Sedan-Ardennes (entraîneur des jeunes)

## Sources
- Coll., Football 74, Les Cahiers de l'Équipe, 1973, cf. page 93